# Волфганг Борхерт
Волфганг Борхерт (на немски: Wolfgang Borchert) е германски поет, белетрист и драматург.

## Биография
Роден е в Хамбург. Още 15-годишен, започва да пише стихове. Изучава книжарска професия и за кратко е актьор в Люнебургския областен театър.
През 1941 г. е призован във Вермахта. Следващата година е тежко ранен, влиза в лазарет. Заради антинацистки изявления е арестуван и е осъден на смърт за „разложение на армията“, но е помилван и пратен обратно на фронта, за да „докаже себе си“. Отново е арестуван и осъден, накрая попада във френски плен, но успява да избяга при транспортирането му в лагер. Тежко болен и дълбоко потресен от преживяванията си във войната, Борхерт се завръща в родния си град през 1945 г. Започва работа като автор на текстове за литературно кабаре, но го арестуват за политически вицове.
Борхерт става асистент-режисьор в Хамбургския театър и ръководител на кабаре, а след това и режисьор във Вестерланд. Успява да публикува стихосбирката си „Фенер, нощ и звезди“ (1946) с творби от периода 1940 – 1945 г. Международна известност му създава експресионистичната драма „Вън пред вратата“ (1947), която го изявява като първия ярък представител на новата „поезия на оцелелите“, както и сборникът му с разкази „Глухарчето“ (1947).
Принадлежи към движението Литература на развалините. Поетът умира от туберкулоза в швейцарски санаториум едва на 26-годишна възраст.

## Влияние
Малкото по обем творчество на Волфганг Борхерт е създадено в трескава надпревара със смъртта и става символ за „поколението на завърналите се“ от Втората световна война, което не намира мястото си в новата действителност. Поезията му оказва силно влияние върху новата немска литература и преди всичко става подтик за създаването на свободното литературно сдружение „Група 47“. Цялостното творчество на Борхерт е публикувано през 1949 г.